# Coram (Nueva York)
Coram es un lugar designado por el censo ubicado en el condado de Suffolk en el estado estadounidense de Nueva York. En el año 2000 tenía una población de 34,923 habitantes y una densidad poblacional de 977 personas por km².

## Geografía
Según la Oficina del Censo, la ciudad tiene un área total de 35,7 km² (13,8 mi²), de la cual 35,7 km² (13,8 mi²) es tierra y 0 km² (0 mi²) (0%) es agua.

## Demografía
Según la Oficina del Censo en 2007 los ingresos medios por hogar en la localidad eran de $61,309, y los ingresos medios por familia eran $70,769. Los hombres tenían unos ingresos medios de $46,905 frente a los $34,545 para las mujeres. La renta per cápita para la localidad era de $24,597. Alrededor del 5.6% de la población estaban por debajo del umbral de pobreza.